# Gimnàstica als Jocs Olímpics d'estiu de 1972
Als Jocs Olímpics d'Estiu de 1972 celebrats a la ciutat de Múnic (en aquells moments República Federal d'Alemanya) es disputaren 14 proves de gimnàstica, vuit en categoria masculina i sis en categoria femenina. La competició se celebrà entre els dies 27 d'agost i 1 de setembre de 1972 al Olympiahalle de la ciutat de Múnic.
Participaren 231 gimnastes, entre ells 113 homes i 118 dones, de 28 comitès nacionals diferents.

## Resum de medalles

### Categoria masculina
| Prova                              | Or | Argent | Bronze                                                                                              |
| Concurs complet individual Detalls | Sawao Kato                                                                                                  | Eizo Kenmotsu | Akinori Nakayama                                                                                    |
| Concurs complet per equips Detalls | JapóSawao Kato · Eizo Kenmotsu · Shigeru Kasamatsu · Akinori Nakayama · Mitsuo Tsukahara · Teruichi Okamura | Unió SovièticaNikolai Andriànov · Mikhail Voronin · Viktor Klimenko · Edvard Mikaelian · Alexander Maleev · Vladimir Schukin | RDAKlaus Köste · Matthias Brehme · Wolfgang Thüne · Wolfgang Klotz · Reinhard Rychly · Jürgen Paeke |
| Exercici de terra Detalls          | Nikolai Andriànov                                                                                           | Akinori Nakayama | Shigeru Kasamatsu                                                                                   |
| Barra fixa Detalls                 | Mitsuo Tsukahara                                                                                            | Sawao Kato | Shigeru Kasamatsu                                                                                   |
| Barres paral·leles Detalls         | Sawao Kato                                                                                                  | Shigeru Kasamatsu | Eizo Kenmotsu                                                                                       |
| Cavall amb arcs Detalls            | Viktor Klimenko                                                                                             | Sawao Kato | Eizo Kenmotsu                                                                                       |
| Anelles Detalls                    | Akinori Nakayama                                                                                            | Mikhail Voronin | Mitsuo Tsukahara                                                                                    |
| Salt sobre cavall Detalls          | Klaus Köste                                                                                                 | Viktor Klimenko | Nikolai Andriànov                                                                                   |

### Categoria femenina
| Prova                              | Or | Argent                                                                                                  | Bronze                                                                                                |
| Concurs complet individual Detalls | Liudmila Turíxtxeva                                                                                                 | Karin Janz                                                                                              | Tamara Lazakóvitx                                                                                     |
| Concurs complet per equips Detalls | Unió SovièticaLiudmila Turíxtxeva · Olga Korbut · Tamara Lazakóvitx · Ljubov Burda · Elvira Saadi · Antonina Koshel | RDAKarin Janz · Erika Zuchold · Angelika Hellmann · Irene Abel · Christine Schmitt · Richarda Schmeißer | HongriaIlona Békési · Mónika Császár · Krisztina Medveczky · Anikó Kéry · Márta Kelemen · Zsuzsa Nagy |
| Exercici de terra Detalls          | Olga Korbut | Liudmila Turíxtxeva                                                                                     | Tamara Lazakóvitx                                                                                     |
| Barra d'equilibris Detalls         | Olga Korbut | Tamara Lazakóvitx                                                                                       | Karin Janz                                                                                            |
| Barres asimètriques Detalls        | Karin Janz | Olga Korbut                                                                                             | Erika Zuchold                                                                                         |
| Salt sobre cavall Detalls          | Karin Janz | Erika Zuchold                                                                                           | Liudmila Turíxtxeva                                                                                   |

## Medaller
| Posició | País           | Or | Argent | Bronze | Total |
| 1       | Unió Soviètica | 6  | 6      | 4      | 16    |
| 2       | Japó           | 5  | 5      | 6      | 16    |
| 3       | RDA            | 3  | 4      | 2      | 9     |
| 4       | Hongria        | 0  | 0      | 1      | 1     |